# 明治学院大学ラグビー部
明治学院大学体育会ラグビー部（めいじがくいんだいがくたいいくかいラグビーぶ、Meiji Gakuin Univ Rugby Football Club）は、関東大学ラグビー対抗戦Bグループに所属する明治学院大学のラグビー（ラグビーユニオン）チームである。
1928年に創部。1985年に関東大学ラグビー対抗戦グループに正式加盟した。

## 戦績
近年のチームの戦績は以下のとおり。
| 年度 | 所属 | 勝敗      | 順位 | 備考                                     |
| ---- | ---- | --------- | ---- | ---------------------------------------- |
| 2005 | B    | 4勝3敗    | 3位  |                                          |
| 2006 | B    | 1勝6敗    | 7位  |                                          |
| 2007 | B    | 2勝5敗    | 6位  |                                          |
| 2008 | B    | 5勝2敗    | 3位  |                                          |
| 2009 | B    | 4勝2敗1分 | 2位  | 入替戦 3-31 成蹊大学 ※Bグループ残留      |
| 2010 | B    | 6勝1敗    | 2位  | 入替戦 12-50 日本体育大学 ※Bグループ残留 |
| 2011 | B    | 5勝2敗    | 3位  |                                          |
| 2012 | B    | 6勝1敗    | 2位  | 入替戦 15-63 青山学院大学 ※Bグループ残留 |
| 2013 | B    | 5勝2敗    | 2位  | 入替戦 35-30 成蹊大学 ※Aグループ昇格     |
| 2014 | A    | 0勝7敗    | 8位  | 入替戦 10-49 日本体育大学 ※Bグループ降格 |
| 2015 | B    | 6勝1敗    | 優勝 | 入替戦 15-23 日本体育大学 ※Bグループ残留 |
| 2016 | B    | 6勝1敗    | 2位  | 入替戦 21-52 日本体育大学 ※Bグループ残留 |
| 2017 | B    | 5勝2敗    | 2位1 |                                          |
| 2018 | B    | 5勝1敗1分 | 2位  | 入替戦 7-74 日本体育大学 ※Bグループ残留  |
| 2019 | B    | 6勝1敗    | 2位  | 入替戦 33-54 青山学院大学 ※Bグループ残留 |
| 2020 | B    | 3勝1敗    | 2位  |                                          |
| 2021 | B    | 6勝1敗    | 2位  | 入替戦 19-73 青山学院大学 ※Bグループ残留 |
| 2022 | B    | 6勝1敗    | 2位  | 入替戦 13-61 青山学院大学 ※Bグループ残留 |
| 2023 | B    | 6勝1敗    | 2位  | 入替戦 14-49 青山学院大学 ※Bグループ残留 |
| 2024 | B    | 6勝1敗2   | 2位  | 入替戦 21-88 立教大学 ※Bグループ残留     |

1武蔵大学・一橋大学と同率2位
21勝は不戦勝

## 所在地
- 横浜市戸塚区俣野町818

## 主な在籍選手
- 後藤朝霧（主将、SO / 東福岡高）
- 浦辺将大（副主将、PR / 九州学院高）
- 若林広大（FWリーダー、LO / 日川高）
- 上羽健（BKリーダー、CTB / 國學院栃木高）

## 在籍した選手
- 赤堀龍秀（FL / 元リコーブラックラムズ所属、現ヘッドコーチ / 明治学院東村山高）
- 塩山瑛大（元主将、CTB / 元リコーブラックラムズ所属 / 筑紫高）
- 上原哲（SO/FB / 元キヤノンイーグルス所属 / 茗溪学園高）
- 関口ひろき（PR/エイト / 富士フイルムメディカル所属 / 調布六中学校・都立三鷹高校）